# 1988年夏季残疾人奥林匹克运动会阿根廷代表团
1988年夏季残疾人奥林匹克运动会阿根廷代表团是阿根廷派出的1988年夏季残疾人奥林匹克运动会代表团。获得7枚银牌和2枚铜牌。